# گازپروم پرومگاز
گازپروم پرومگاز (روسی: Акционерное Общество "Газпром промгаз") شرکت مهندسی روس است، که در سال ۱۹۴۹ تأسیس شد.